# Europese kampioenschappen powerlifting 1991 (heren)
De Europese kampioenschappen powerlifting 1991 voor heren waren door de European Powerlifting Federation (EPF) georganiseerde kampioenschappen voor powerlifters. De 14e editie van de Europese kampioenschappen vond plaats in het Franse Kapelle van 12 tot en met 14 mei 1991.

## Uitslagen
| klasse   | Goud                 | Zilver             | Brons            |
| -------- | -------------------- | ------------------ | ---------------- |
| -52 kg   | John Clay            | Sergey Zhuravlev   | Dušan Skirkanič  |
| -56 kg   | Gary Simes           | Klemen Jaschinski  | Wim Elyn         |
| -60 kg   | Gerard Tromp         | Gerard McNamara    | Lucien De Faria  |
| -67,5 kg | Jan Wilczyński       | Abdelkader Baali   | Josef Trnka      |
| -75 kg   | Jarmo Virtanen       | Leo Tuominen       | Stanislav Hoza   |
| -82,5 kg | Alexander Lekomtsev  | Piet Van Haaren    | Roman Szymkowiak |
| -90 kg   | Valeriy Kuznetsov    | Jan Łuka           | Arto Rajala      |
| -100 kg  | Olavi Rintanen       | Børge Øvrebø       | Andreas Schulte  |
| -110 kg  | Johnny Melander      | Piet Faber         | Sturla Davidsen  |
| -125 kg  | Magnús Ver Magnússon | Robert Van der Tak | Soren Oldenburg  |
| +125 kg  | Kaj Lindström        | Hans Zerhoch       | Hjalti Árnason   |